# Bowning
Bowning – miasto w Australii, w stanie Nowa Południowa Walia.